# 泉漳会馆
泉漳会馆是歷史上在中國上海由福建商人建造的建築物，遺址位於現今的南園公園。

## 歷史
1757年，福建泉州和漳州商人在現今的外咸瓜街開始建造泉漳会馆，1763年完工。泉漳会馆在道光、咸丰、光緒年间經過三次重修。截至1947年，会馆会员总计72家，大多是商行、贸易公司、工厂、银行和医院。
淞沪會战爆发後，泉漳会馆建築物被日軍轟炸，机构逃到上海租界境內艰难。1944年，暂借在現今中汇大厦（河南南路16号）内的泉漳会馆临时机构因运作资金枯竭一度宣告關門。中國抗日戰爭結束後又重新活躍。
1953年后，中共實行社会主义改造，会馆组织停止活动。不過泉漳会馆並未在當時拆除。直到20世纪90年代，泉漳会馆的主体建筑仍然存在，一部分成分民居，另一部分为「咸瓜旅社」所占。
1998年夏，外咸瓜街作为上海旧区改造的一部分进行拆迁改造，泉漳会馆遺留下來的建築被拆除。